# Geschichte der Juden in Wiener Neustadt

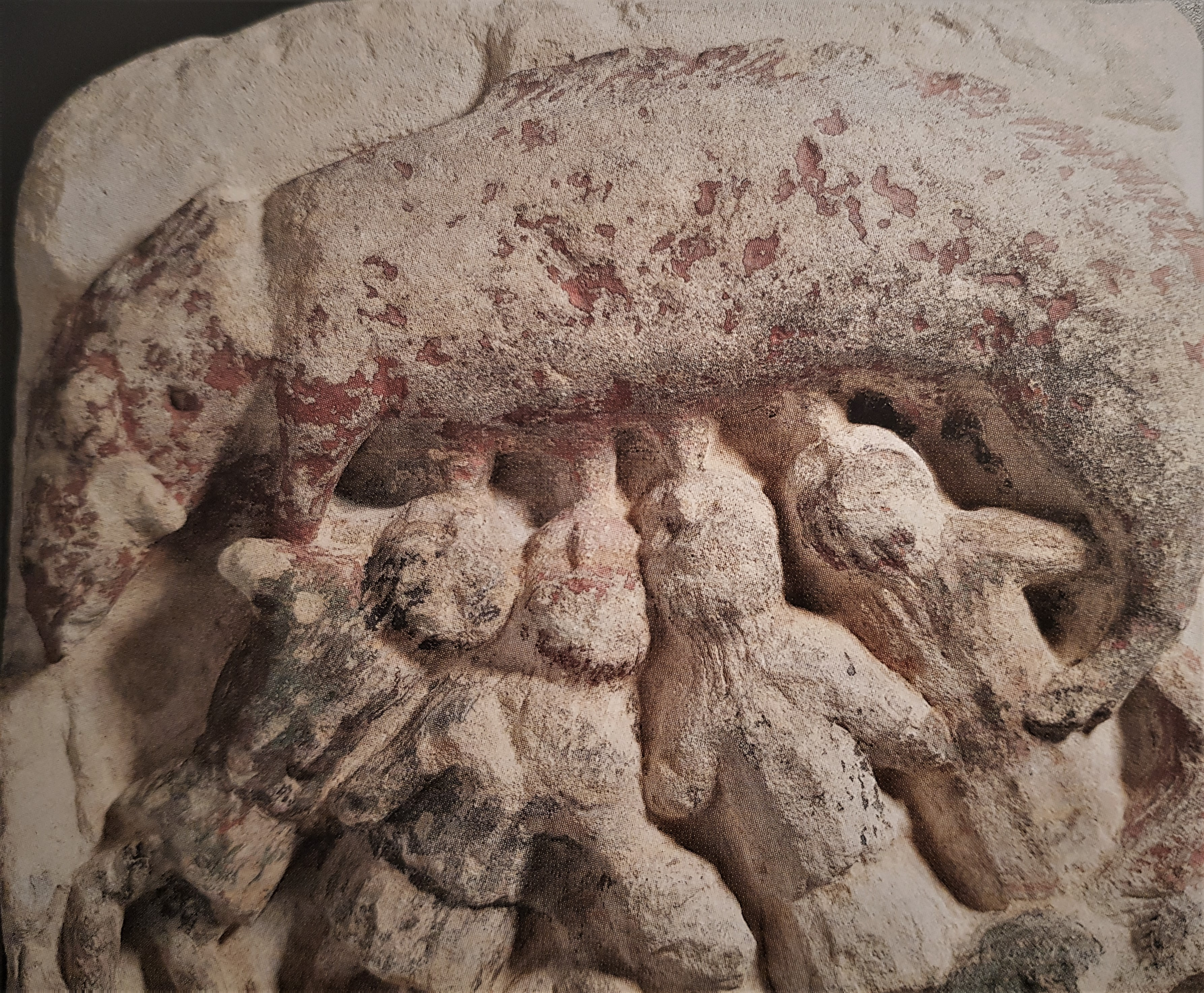
Kalksteinrelief der Wiener Neustädter Judensau (Judenspott) aus dem 15. Jahrhundert. Dargestellt sind Juden, die aus den Zitzen einer Sau trinken, ein verhöhnendes judenfeindliches Motiv.

Die Geschichte der Juden in Wiener Neustadt beginnt mit ihrer ersten urkundlichen Erwähnung im Jahre 1239. Schon am Beginn des 13. Jahrhunderts bestand in der „Neustadt“ eine Gemeinde, sie war neben Wien einer der ältesten und ein Zentrum jüdischer Bedeutsamkeit in Österreich. Nach der Vertreibung der jüdischen Bevölkerung im Jahre 1496 auf Befehl von Maximilian I. und den darauf folgenden Aufenthaltsverboten kam es erst im 19. Jahrhundert zu einer erlaubten Ansiedlung im Stadtgebiet und schließlich 1871 zur Gründung der „Israelitischen Kultusgemeinde Wiener Neustadt“, kurz IKG Wiener Neustadt. Vor 1938 waren in der IKG mehr als 1000 Jüdinnen und Juden. Nach dem Anschluss wurde die IKG aufgelöst und die jüdische Bevölkerung vertrieben oder deportiert.

## Anfänge im Mittelalter
Herzog Friedrich II. erteilte 1239 den Bürgern der Stadt Privilegien und schloss dabei alle Juden aus Öffentlichen Ämtern aus. Dies war die erste Quelle, in der jüdisches Dasein fassbar war. Im selben Jahr stellte der Rabbiner der Stadt, Chaim bar Mosche, mit dem von Wien, Itzak ben Mosche Or Sarua, ein Rechtsgutachten aus. Zudem hatte die Gemeinde seit der Mitte des 13. Jahrhunderts eine Synagoge und einen Friedhof, der sich, nach jüdischem Gesetz, außerhalb der Stadtmauern im Süden befand. Der älteste Fund eines jüdischen Grabsteins in Wiener Neustadt ist auf das Jahr 1252 datiert. Eine Synagoge, ein Rabbiner und ein Friedhof sind starke Beweise für eine gut funktionierenden Gemeinde. Sie ist wohl die zweitälteste Gemeinde in Österreich, nach Wien. Der gefundene Grabstein ist der des am 21. Jänner 1252 verstorbenen Simcha ben Baruch, der Sohn des Baruch.

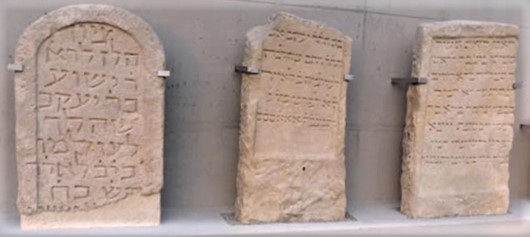
Mittelalterliche jüdische Grabsteine am jüdischen Friedhof in Wiener Neustadt mit hebräischen Inschriften.

## Die Gemeinde
Die 1383 erstmals urkundlich erwähnte Synagoge stand am Allerheiligenplatz 1 (einst „Judenschulgasse“, da Synagogen damals als Schulen bezeichnet wurden, das jiddische Wort für Synagoge ist noch immer Schil oder Schul), ihr gegenüber das 1464 erstmals erwähnte jüdische Spital (Allerheiligenplatz 3 bzw. 4). Des Weiteren gab es einen eigenen Gebetsraum im Gotteshaus für jüdische Frauen, „Frauenschul“ genannt, da nach orthodoxem jüdischem Gesetz Frauen und Männer beim Gebet getrennt werden (Negiah), und eine Fleischerei, die sich wohl westlich des Spitals befand. Eine Mikwe oder rituelles Tauchbad befand sich vermutlich gegenüber der Synagoge.
Höchstwahrscheinlich lebten Juden und Christen in den Anfangsjahren der Gemeinde zusammen, also lebten die Juden nicht in einem Ghetto. Dennoch wird angenommen, dass in der zweiten Hälfte des 15. Jahrhunderts ein Judenviertel mit eigenen Zugängen existierte.
Die habsburgische Herrschaftsverteilung im Jahre 1379 ließ Wiener Neustadt in das Herrschaftsgebiet des Herzogtums Steiermark eingliedern, nichtsdestotrotz zahlten die Juden ihre Schutzsteuern an den Herzog Österreichs. 1397 und 1401 wurden Privilegien für die Gemeinde in Neunkirchen und in Wiener Neustadt verliehen, sie wurden von Albrecht IV. und dem Herzog der Steiermark Wilhelm ausgestellt. Schon im 14. Jahrhundert beherbergte Wiener Neustadt eine Talmudschule, geführt von Rabbi Schalom. Rabbi Schalom ben Isaak war eine zentrale Persönlichkeit des jüdischen Lebens vor der Wiener Gesera. Sein Ruf ging weit über die österreichischen Grenzen hinaus, so wandte man sich aus Deutschland, Polen und Ungarn mit Anfragen an ihn, einer seiner Studenten war Aron Blümlein aus der Kremser Judengemeinde.
Die jüdische Bevölkerung lebte im Mittelalter im Spannungsfeld zwischen Formen der Privilegierung und des Schutzes (falls dem Herrscher Schutzsteuern gezahlt wurden) sowie Folgen der Ausgrenzung und Diskriminierung durch die Kirche und die Adeligen. Die judenfeindliche Gesinnung zeigt sich in einem Fresko in der mittelalterlichen Pfarrkirche (dem Liebfrauendom), das Ende des 13. Jahrhunderts entstand. Auf diesem finden sich Juden im „Weltgericht“, in die Hölle getrieben, abgebildet. Aber im Gegensatz zu anderen Gebieten in Österreich kam es in Wiener Neustadt nie zu Judenverfolgungen. So betraf die Austreibung der Juden im Zuge der Wiener Gesera die jüdische Bevölkerung der Stadt nicht. Auch die Pestporgome von 1348/49 oder die Ausschreitungen von 1338 trafen die Gemeinde nicht. Jedoch wurde sie nicht von Verboten oder Ausgrenzungen verschont. Die Neustadt galt, infolge der Vertreibung der Wiener Gemeinde, nunmehr als die größte jüdische Gemeinde und nahm wieder eine Sonderrolle als geistiges jüdisches Zentrum im Gebiete des heutigen Österreich ein.

## Blütezeit im 15. Jahrhundert
1420 wuchs die Gemeinde stark an und gegen Ende des Jahrhunderts umfasste sie 300 Personen. Das Judenviertel wies die vergleichsweise höchste Bevölkerungsdichte in der Stadt auf, deswegen wurde es oft ausgebaut und um das Jahr 1450 erreichte es seine größte Ausdehnung. Das Judenviertel befand sich, nachdem man das Gebiet im Frauenviertel nach der Wiener Gesera aufgab, im Minderbrüderviertel und ist dank eines Grundbuchs ab Mitte des 15. Jahrhunderts dokumentiert worden.
Kaiser Friedrich III. bekam wegen seiner judenfreundlicheren Haltung den inoffiziellen Beinamen „Rex Judaeorum (König der Juden)“. Die jüdische Bevölkerung in der Neustadt erlebte unter Kaiser Friedrich III., der die Stadt 1440 als Residenz gewählt hatte, eine Blütezeit.
Nach einer Zeit von inneren Unruhen in der Gemeinde übernahm vor 1450 Rabbi Israel bar Petachja, auch Isserlein genannt (1390–1460), aus Marburg die Position eines Rabbiners, nicht aber des Gemeinderabbiners. Er wurde zum Begründer einer berühmten Talmudschule und genoss daraufhin höchstes Ansehen innerhalb des Kreises jüdischer Gelehrter, denn er war überregional bekannt. Über das alltägliche Leben in der Gemeinde sind vor allem Responsen und Bemerkungen der berühmten Rabbiner aus dem österreichischen Raum besonders aufschlussreich. Die reichhaltige Literatur der rabbinischen Responsentexte ist eine besondere Erscheinung im Fundus schriftlicher Zeugnisse aus dem Mittelalter. Die zumeist schriftlich erteilten Gutachten und Kommentare auf Anfragen zur Halacha wurden im Umkreis der mittelalterlichen Gelehrtenschulen in Sammlungen zusammengefasst und weitergegeben. Der Verfasser des Leket Josher, der ursprünglich aus Höchstädt in Bayern stammende Joseph ben Moses (1421–1490?), war Schüler des in Wiener Neustadt wirkenden Isserlein.
Simon Paulus stellt hierzu fest:"Bei Joseph ben Moses finden sich bezüglich der Synagoge auch einige Bemerkungen zur Zuordnung der Sitzplätze im Synagogenraum und der Praxis der Sitzplatzvergabe für Fremde. Er erinnert sich: „Drei oder vier Plätze an der Lade (Toraschrein), die „Wetzel“ genannt wurde, waren frei. Dort konnten Fremde sitzen (…).“ In einer der dortigen Jeschiwot saßen die Schüler „mit dem Rücken zum Aron ha-kodesch“ obwohl „man nicht mit dem Rücken zum Aron ha-kodesch steht; denn der Aron ähnelt dem Heiligsten (…).“ Grabungsbefunde in Wien (Mittelalterliche Synagoge), Köln  oder Speyer (Synagoge Speyer) bestätigen zudem die in den Responsentexten beschriebene Lage der regulären Sitzplätze entlang der Wände und die Unterteilung der Plätze durch Gitter oder Bretter."
Die vielen jüdischen Geldleiher hatten eine bemerkenswerte Schuldnerschaft und somit auch eine gewisse wirtschaftliche Stärke. Zu ihren Schuldnern gehörten neben den Herzögen eine Reihe von bekannten Adelsfamilien, Städte wie Ödenburg oder Preßburg und sogar geistliche Einrichtungen. Aber solche Wichtigkeit kam nicht ohne Nachteile, es folgten zahlreiche Wuchervorwürfe, die zum Geist der zunehmenden judenfeindlichen Gesinnung der Bevölkerung im 15. Jahrhundert passten.

### Jiddische Quellen

#### Der Brief der Schöndlein
Isserleins Frau, die Rebbetzin Schöndlein, beantwortet in einem Brief die Probleme zu den rituellen Gesetzen während der Menstruationszeit einer weiblichen Fragestellerin. Die Rabbinersgattin galt neben dem Rabbiner als eine respektierte Person in der Gemeinde. Die Antwort ist ausschließlich in mittelalterlichem Jiddisch (dem Mittelhochdeutschem sehr ähnlich) verfasst worden:
„Gar vil gute jor, die mußen dir werdn wor, wi du gesunt bis, as du mir host lassn schreibn. Ikh sol mein man Rabbi Isserlein, der leben soll, frogn fun eins bruchs wegen, den du an dir hast, das han ikh geton un han ihm geseit (gesagt), alls das du mir geschribn host. Un mein man, der lebn soll, spricht […].“
Es folgt der Ratschlag, zu untersuchen, zu welchen Zeitpunkten die Blutungen auftreten, damit entschieden werden kann, ob die Frau rituell unrein werden würde.

#### Die Urkunde des 3. Tewet
Diese jiddische Urkunde vom 3. Tewet, einem Januartag, wurde vom Aussteller Liphart als Bevollmächtigter des Juden Lebel bestätigt. Es ging um die Rückzahlung eines Darlehens des Wiener Neustädter Bürgers Hans Part auf ein Haus, welches er an Lebel verpfändete. Vermutlich dreht sich das Ausstellungsdatum um das Jahr 1496/97. Die Urkunde befindet sich noch heute im Stadtarchiv Wiener Neustadt.

## Anschwellen der Judenfeindlichkeit am Ende des 15. Jahrhunderts
Nach dem Tod Kaiser Friedrichs III. im Jahre 1493 verlor Wiener Neustadt die Position des Regierungsmittelpunktes. Der Adel und der Hof folgten dem neuen Herrscher Maximilian I. nach Innsbruck. Zudem zerstörte 1494 ein Großbrand die Stadt. Das Verhältnis zwischen Juden und Christen verschlechterte sich in Folge der Zerstörung der Stadt, weil aufgrund von Darlehensgeschäften Schulden bei Juden ausstanden, welche die Christen nicht mehr bezahlen konnten. Auch hatten die Juden in der Neustadt, aus der Sicht der Landstände, zu viele Rechte.
Der „Judenspott“, ein Steinrelief, das an der Front eines Hauses am Hauptplatz 16 eingelassen war und ein Schwein zeigt (das Schwein gilt bei Juden als „unreines Tier“), an dessen Zitzen jüdische Männer saugen, verbildlicht die bestehende und wachsende Ablehnung gegenüber Juden im 15. Jahrhundert.

## Ausweisung der Juden aus dem Herzogtum Steir
Wirtschaftliche Interessen des verschuldeten Adels und machtpolitische Bestrebungen der Stände gegenüber dem Landesfürsten, die auf der Ebene der Bewilligung von außerordentlichen Steuern ausgetragen wurden, trugen das Ihre dazu bei, sodass schließlich Maximilian I. 1496 die Vertreibung der Juden aus der Neustadt befahl. Er begründete dies mit den üblichen antijüdischen Vorurteilen, wie Hostienfrevel oder Ritualmordlegenden, und ließ die Juden vertreiben:
„Damit fortan solch Übel nicht mehr geschehe, [haben Wir] unsere Jüdischkeit aus unserem Lande Steyr in ewige Zeit beurlaubt.“
Die wahren Gründe dahinter waren wohl die Osmanischen Invasionen: Der Herzog brauchte dringend Geld für seine Armeen und bekam dies auch von den Landständen, falls er die Juden auswies.
Die Vertreibung verlief nicht in Form eines Pogroms, sondern es handelte sich um eine organisierte Ausweisung, mit der die Verkäufe von Häusern und alle Veränderungen der bestehenden Besitzverhältnisse sich über mehrere Jahre hinzogen. Zudem mussten sämtliche Geldangelegenheiten und Streitigkeiten zwischen Juden und Christen beigelegt sein. Die Juden durften auch ihr mobiles Hab und Gut mitnehmen. Den jüdischen Bürgern war vorgeschrieben worden, die Neustadt zu verlassen und nach Marchegg oder Eisenstadt zu ziehen. Die letzten Hausverkäufe und Schuldzahlungen erfolgten erst 1500, sodass die letzten Juden die Stadt wohl um 1500 verließen.
Die Synagoge wurde 1496 der Stadt geschenkt und wegen der treibenden Kraft der Stadt schon 1497 in eine Kirche umgewandelt.
Es folgte eine Judensperre, die konsequent bis zum 19. Jahrhundert andauerte.

## Neuzeit

### Ansiedlungsversuche im 16., 17. und 18. Jahrhundert
Trotz des oben erwähnten Aufenthaltverbots gab es immer wieder Niederlassungsversuche durch Juden. Es kam jedoch vielmehr zu vereinzelten Ausnahmen für privilegierte Juden (mit Schutzbrief), sogenannten Hofjuden. Die Juden versuchten schon im 16. und 17. Jahrhundert Fuß in Wiener Neustadt fassen, vor allem als 1523 Wiener Neustadt der neue Sitz der Niederösterreichs wurde und somit an Bedeutung gewann. Jedoch wurden die Verbote immer wieder erneuert, sodass sich nur im 17. Jahrhundert Juden in der Stadt aufhielten. Eine Gemeinde entstand jedoch nicht, die wenigen Juden verschwanden schließlich während der Zweiten Vertreibung der Juden aus Wien und den umliegenden Gebieten aus der Stadt.
Ein Zuzug von jüdischen Flüchtlingen aus ungarischen Gebieten während den Kuruzenaufständen machte Wiener Neustadt wieder zu einem Aufenthaltsort, der aber nicht von Dauer war. 1708 kam es zu Ausschreitungen zwischen diesen Flüchtlingen und den Christen, daraufhin mussten sich alle Juden, insgesamt 535, in einem abgesonderten Raum beherbergen, bis 1709 die Ausweisung folgte.

### 19. Jahrhundert – Gleichberechtigung und Wiedergeburt der Gemeinde
Nach dem Revolutionsjahr 1848 durften sich Juden erneut hier ansiedeln und nach 1850 entwickelte sich wieder eine kleine jüdische Gemeinde, deren Angehörige zu diesem Zeitpunkt vornehmlich aus Hausierern und Produktenhändlern bestand. Der erste jüdische Einwohner kam 1848 und war der Archäologe Hermann Friedenthal. Zudem wurden erste Gottesdienste in Privatwohnungen, wie in dem Wohnhaus von Moses Rosenberger in der Pognergasse, abgehalten. Später mietete man für diese Zwecke ein Schtibl, einen Raum im Gasthof „Zur ungarischen Krone“ in der Ungarngasse 9. Als dieser Raum nicht mit den wachsenden Besucherzahlen auskam wurde eine Lagerhalle in eine größere Betstube in der Grünangergasse umgebaut und für drei Jahrzehnte benützt.
Der Artikel 14 des Staatsgrundgesetzes von 1867 brachten die staatliche Gleichberechtigung aller Bürger jeder Konfession und Religion. Daraufhin kam es vermehrt zu Zuzügen durch Juden, sie lebten in der zweiten Hälfte des 19. Jahrhunderts in angemieteten Wohnungen in der Innenstadt und im Kapuzinerviertel. 1869 gab es 185 Israeliten in Wiener Neustadt, also wenige als ein Prozent der Einwohner, 1880 schon 309, somit 1,1 Prozent.

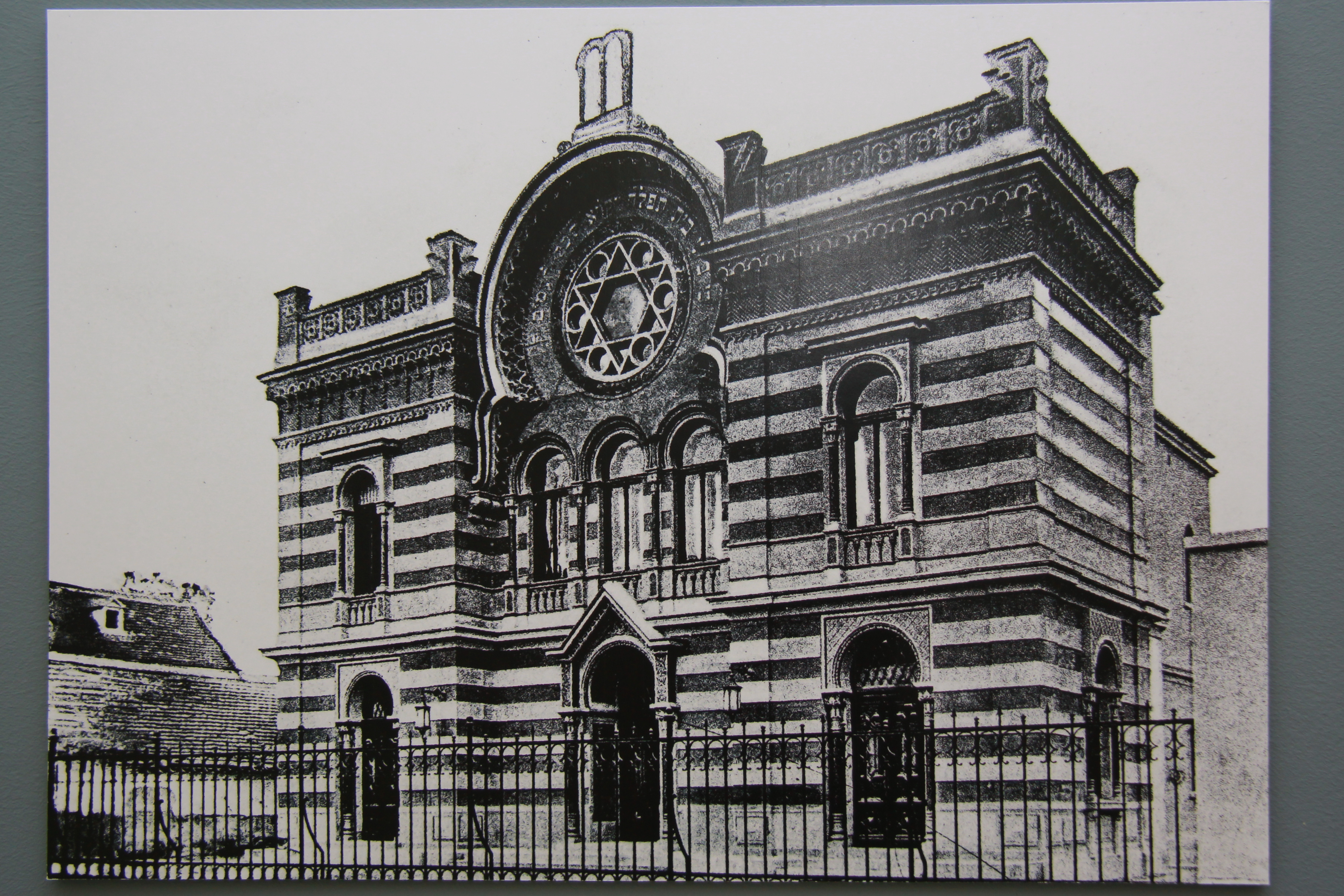
Die neue Synagoge am Baumkirchnerring um 1910

1870 erfolgte die Anmietung eines Gebäudes am Baumkirchnerring und der Umbau zu einer kleinen Synagoge. Da die Gemeinde wuchs, musste das Gebäude gekauft und um 1880 erweitert werden. Am 4. Mai 1871 wurde die Gemeinde formell als „Israelitischen Kultusgemeinde“ konstituiert und hatte auch Mitglieder in den umliegenden Städten und Ortschaften. Benjamin Weiß wurde „Rabbinatsverweser“. Ein Grundstück in der Reichsstraße wurde gekauft, um den Friedhof dort zu errichten.
1902 ließ die weiter angewachsene Gemeinde am Baumkirchnerring, neben der ersten Synagoge, einen Neubau im maurischen Stil errichten, der innerhalb eines halben Jahres erstellt wurde. Die Pläne für die Wiener Neustädter Synagoge stammten vom damals angesehenen Architekten Wilhelm Stiassny (1842–1910). Das Gebäude hatte eine Fläche von 340 m2 Östlich der Synagoge befand sich die kleine Synagoge („kleiner Saal“) von rund 70 m2 Größe, das als Versammlungsort für den Gottesdienst, den Religionsunterricht und für Feste diente. In der unmittelbaren nähe befand sich auch die Fleischerei, in der Tiere geschächtet wurden.
Nach dem ersten Rabbiner folgten ins Amt Jakob Hoffmann, Hermann Klein, Joel Pollak, David Friedmann und zuletzt Heinrich Weiss.

### Erster Weltkrieg und Zwischenkriegszeit
Während des Ersten Weltkrieges erreichte viele ostjüdische Flüchtlinge aus Galizien und der Bukowina die Stadt, um der Offensive der zarischen Armee zu entgehen.
Die jüdischen Familien waren vor allem im Handel tätig, mit Gemischtwaren, Textilien und Wein, über ein Drittel aller Weinhandlungen hatte jüdische Eigentümer. Besondere Berühmtheit errang die Papierfabrik Salzer und die Spinnerei u. Weberei Pick & Co, allesamt in jüdischen Händen. Sechs Prozent der Wiener Neustädter Juden waren Akademiker und führten den Doktortitel. Den größten Anteil wiesen Juden in der Berufssparte der Ärzte und Rechtsanwälte auf: Über ein Drittel der ordinierenden Ärzte und fast die Hälfte der aktiven Rechtsanwälte war jüdischer Abstammung.
In den Jahren nach dem Ersten Weltkrieg, in Zeiten von wirtschaftlicher Not und Armut, waren auch in Wiener Neustadt antisemitische Provokationen zu verzeichnen, die aber zumeist gewaltfrei verliefen.
Bei der Volkszählung von 1934 umfasste die IKG Wiener Neustadt 886 Personen mit mosaischem Religionsbekenntnis. 685 Menschen lebten in Wiener Neustadt, 30 in Oberwaltersdorf, 20 in Ebreichsdorf, 14 in Erlach, 11 in Katzelsdorf, 10 in Pernitz, 10 in Weigelsdorf, 9 in Ebenfurth, 9 in Gramatneusiedl und die restlichen 88 in vielen anderen kleinen Dörfern des Kultussprengels.
Das Vereinsleben in der Stadt blühte in der Zwischenkriegszeit auf, eine Vielzahl von Einrichtungen, vor allem für karitative Zwecke, wie „Chewra Kadischa“ (1888) und der „Israelitischer  Frauen- und Mädchen-Wohltätigkeits-Verein“ (1894), eine Ortsgruppe des „Zionistischen Landesverbandes“ (1920), ein Frauenhilfe-Verein „Esrat Naschim“ („Frauen-Abteilung“, 1924), ein Verein zum Troste Trauender „Chewra Menachem Awelim“ (1929), ein jüdischer Sparverein „Kohle und Mazzes“ (1932), eine Ortsgruppe des „Bundes jüdischer Frontsoldaten“, ein Jugendverein „Tiferet Bucherim“ („Zierde der Studenten“, 1937), der Verein „Talmud Thora“ und eine Ortsgruppe der „Agudas Jisroel“ („Israel-Verein“), zeugen davon.
Das berühmte Café Bank in der Bahngasse, das im Besitz der gleichnamigen jüdischen Familie war, diente oft als Veranstaltungsort, wie etwa zu Purim. Koscheres Essen gab es in spezifischen Restaurants, wie dem von Malvine Gerstl in der Neunkirchnerstraße oder Rosa Schulz in der Brodtischgasse. Das Zentrum des religiösen Kulturlebens bildete sich um den Tempel. Zu Schabbes (Samstagen) ging man dort zum Gottesdienst. Laut einem Interview mit ehemaligen Gemeindemitgliedern, war zu Jom Kippur der Andrang im Tempel so intensiv, dass man die Plätze reservieren musste.

### Nationalsozialismus

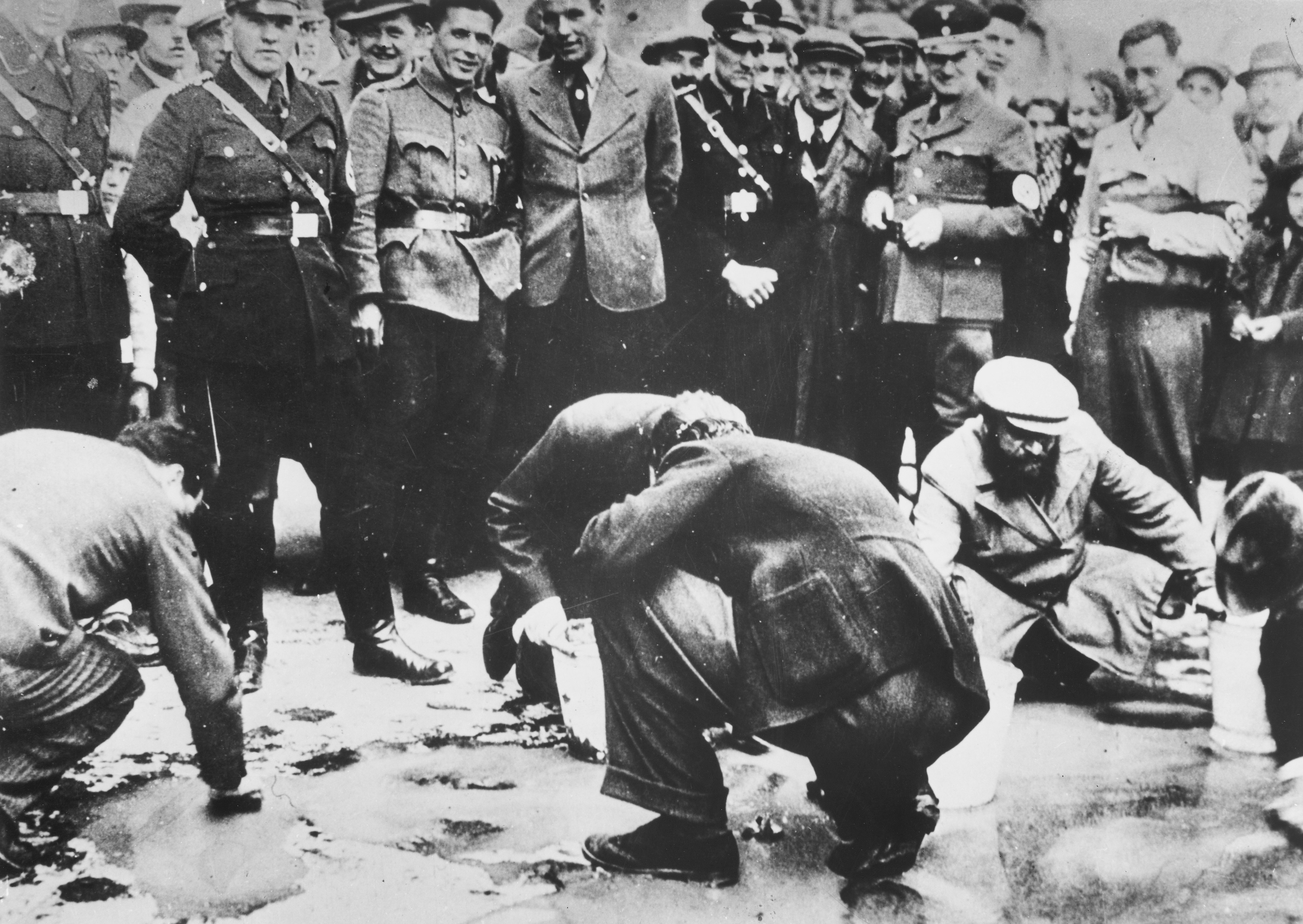
Reibpartien in Wien

Unmittelbar nach der „Machtergreifung“ im März 1938 setzte in Wiener Neustadt die systematische Verfolgung der Juden ein. Es kam zur Misshandlungen der jüdischen Bevölkerung, etwa als SA und SS Juden aus ihren Häusern zerrten und sie am Hauptplatz und in den zulaufenden Straßen unter Beobachtung von Passanten Straßen reinigen ließen. Mit kleinen Zahnbürsten mussten ältere Juden auf dem Hauptplatz liegend oder kniend den Boden waschen, jüdische Frauen taten dasselbe in der Nähe der Synagoge. Jüdische Geschäfte wurden boykottiert, örtliche SA-Männer vor den Geschäften gestellt, um keine Kunden einzulassen. Parteimitglieder beraubten auf Eigeninitiative jüdische Geschäftsinhaber mit Hilfe der SA oder der Zivilbevölkerung. Berufsverbote und Amtsenthebungen traten sofort in Kraft.
Daraufhin fanden im August und Oktober 1938 mehrere Exodusse statt, Ende Oktober hatte die Gemeinde nur noch 395 Mitglieder; vor März 1938 lebten mindestens 711 Jüdinnen und Juden in der Stadt.
Im Rahmen der arisierungen für jüdische fabriksmäßige und gewerbliche Betriebe, Praxen, Kanzleien und Geschäfte, handelte es sich bei den Interessenten oft um ehemals „arische“ Konkurrenten und lokale Firmen- und Geschäftsinhaber derselben Branchen, die zu günstigen Preisen Inventar, Warenlager oder ganze Gebäudekomplexe kauften. Oft waren die von der NSDAP stammenden Verwalter mit den Käufern der jüdischen Besitztümer befreundet, so entstand ein organisiertes „Arisierungsnetzwerk“, mit dem sich die Käufer bereichern konnten, während das Verkaufserlös dem jüdischen Verkäufer nicht zustand.

#### Die „Reichskristallnacht“
In der Nacht vom 9. auf den 10. November 1938 wurden Parteimitglieder von der Parteileitung zu einem Fackelzug zur Synagoge zum Baumkirchnerring abkommandiert. Teile der Gebäudefront, der große Davidstern, die Fenster und die Inneneinrichtung der Synagoge wurden beschädigt oder vollständig zerstört und die Tempeluntensilien gestohlen. Die Synagoge wurde nur deshalb nicht in Brand gesteckt, weil Bürgermeister Scheidtenberger das Gebäude noch nutzen wollte und die relative Nähe des Gotteshauses zu anderen Gebäuden in ein Übergreifen des Feuers auf die Nebengebäude resultieren könnte.
Am 10. November ließ man jüdische Männer, Frauen und Kinder auf den Straßen antreten, bis sie schließlich von SA-Leuten zu Fuß durch die Straßen der Stadt zur Synagoge getrieben wurden. Mindestens 100 Menschen wurden verhaftet und währenddessen von ihren Schmuckstücken und Eheringen beraubt. Nach etwa drei bis vier Tagen wurde der Großteil der Juden mit Zügen, ein Teil mit Autobussen nach Wien „verfrachtet“, wo man sie aussetzte und in Sammelwohnungen auf engstem Raum mit anderen Juden unter menschenunwürdigen Umständen unterbrachte. Niemand von ihnen hatte die Möglichkeit, irgendetwas von seinem Hab und Gut mitzunehmen. Während den Inhaftierungen fanden die Plünderungen der Wohnungen durch Parteimitglieder oder der Zivilbevölkerung statt. Die Durchsuchungen der Wohnungen sowie die Verhaftungen erfolgten durch SA, SS und Polizei. Ziel war es, Bargeld, Sparbücher, Schmuck, und die in den Wohnungen aufbewahrte Kunst- und Wertgegenstände (Bilder, Pelze, Gold) sowie die Wohnungen selbst an sich zu reißen.

### Ende der Gemeinde
Die Zielstaaten der zuvor geflüchteten Mitglieder der Gemeinde waren die Vereinigten Staaten (32 Flüchtlinge), Palästina (das spätere Israel, 56 Flüchtlinge), Großbritannien (26 Flüchtlinge), manchmal auch die Tschechoslowakei und Ungarn.
Seit Jänner 1939 ruhte jegliche religiöse Tätigkeit und im Oktober 1939 begannen die Deportationen von Wiener Neustädter Juden und dauerten bis März 1944 an. 1940 gab es 30 Mitglieder, durch Erlass der Landeshauptmannschaft in Niederdonau vom 3. April 1940 wurden alle Kultusgemeinden in der „Ostmark“, mit Ausnahme von Wien, aufgelöst. Der Großteil der restlichen Juden wurde im Jahre 1942 in Ghettos und Konzentrationslager deportiert. Es wurde nachgewiesen, dass rund 180 Personen in ein Ghetto oder Konzentrationslager, meist nach Auschwitz, deportiert wurden. Wie viele es wirklich waren, bleibt ungewiss.

## Heute

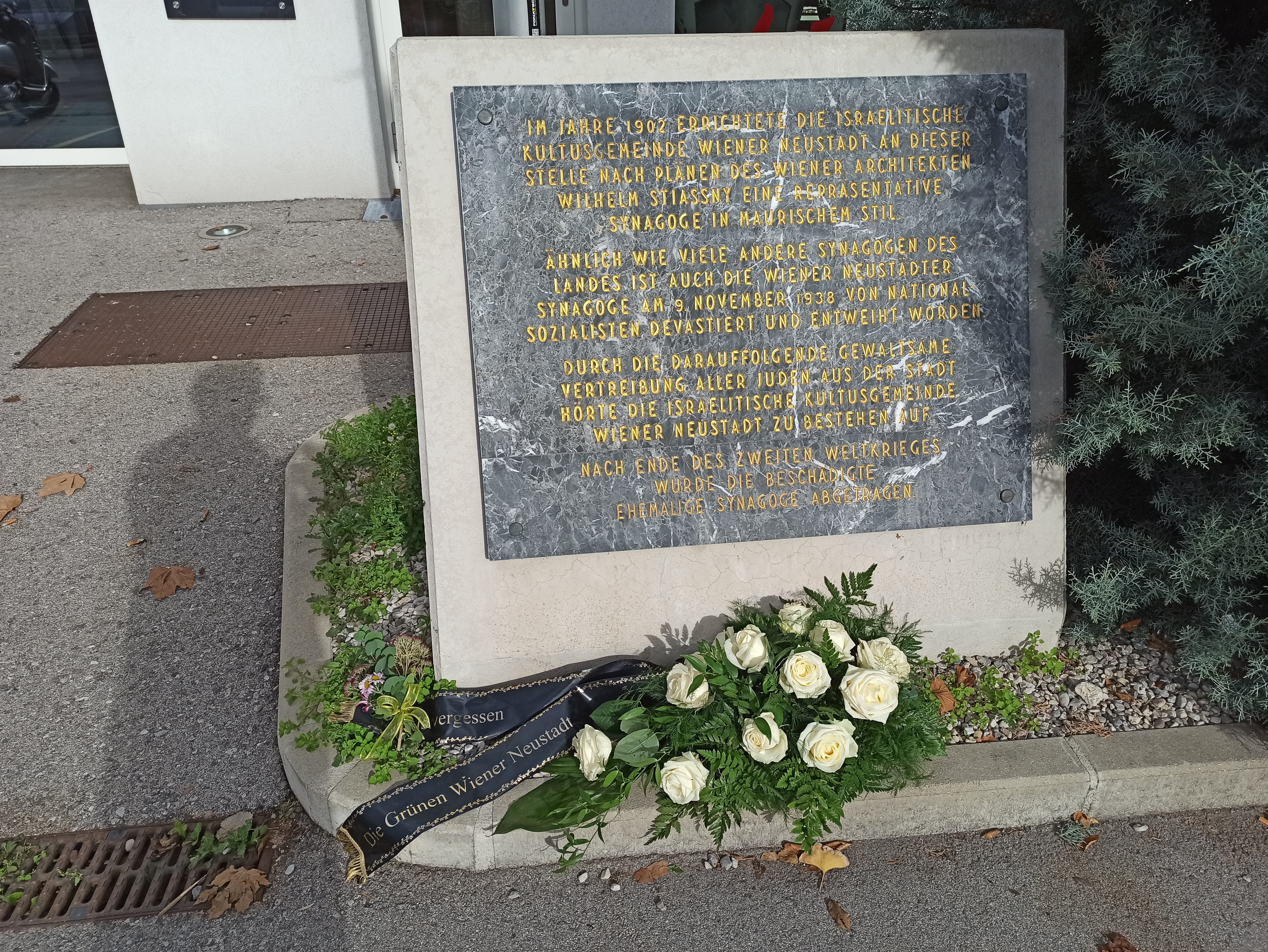
Baumkirchnerring 4 in Wiener Neustadt, Gedenktafel zur ehemaligen Synagoge (2022)

Im Gegensatz zu anderen Gemeinden, wie etwa Baden oder Graz, erfolgte in Wiener Neustadt nach dem Zweiten Weltkrieg keine Neugründung der Gemeinde.
Die Synagoge wurde während und nach dem Krieg als Depot verwendet, währenddessen bombenbeschädigt und 1952 abgerissen. Der jüdische Friedhof in der Wienerstraße wird jedoch von der Stadtgemeinde gepflegt. Eine Gedenktafel am Baumkirchnerring erinnert an die jüdische Vergangenheit Wiener Neustadts.